# Roma Termini
Roma Termini (Stazione di Roma Termini) – główny dworzec kolejowy Rzymu. Położony jest w centrum miasta na Piazza dei Cinquecento. Posiada połączenia z całym krajem, a także z innymi krajami Europy, m.in. z Wiedniem i Monachium. Termini to także stacja przesiadkowa metra rzymskiego oraz główny dworzec autobusowy.

## Architektura
Obiekt wybudowano w latach 1947–1950 w stylu dojrzałego modernizmu, według projektu grupy architektów: Calliniego, Castellazziego, Fidagatiego, Montuoriego, Pintonellego i Vitellozziego. Bryła epatuje prostotą i wertykalną potęgą, jednak nie stanowi obcego wtrętu w okoliczną materię urbanistyczną usianą starożytnymi zabytkami – raczej stara się z nią korespondować (zwłaszcza z sąsiadującymi bezpośrednio murami serwiańskimi). Elewacja składa się z naprzemiennych pasów – jasnego muru i okien. Przed budynkiem głównym znajduje się hol kasowy przykryty fantazyjnym dachem. Główne zastosowane materiały to żelbet, szkło i trawertyn.

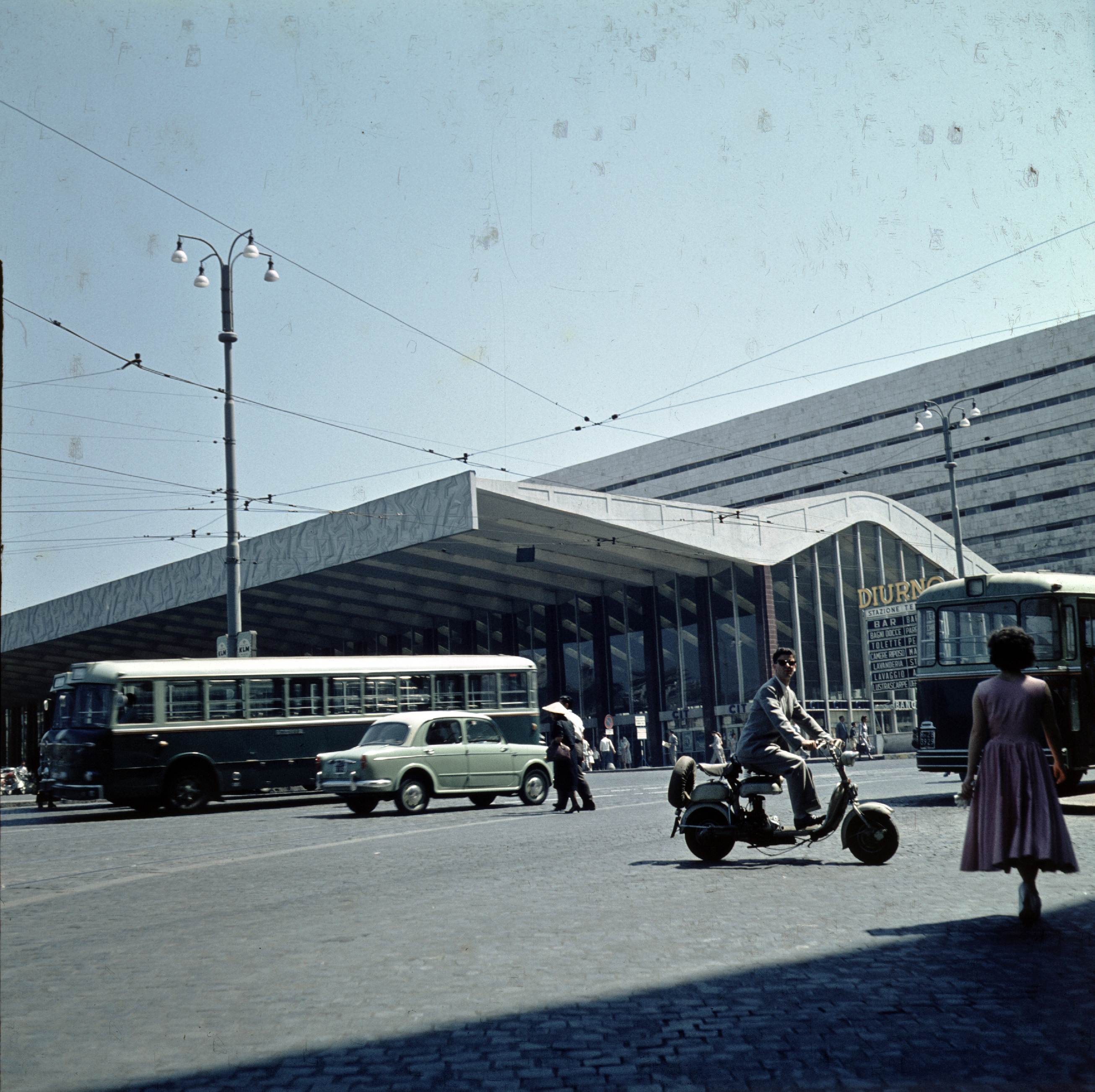
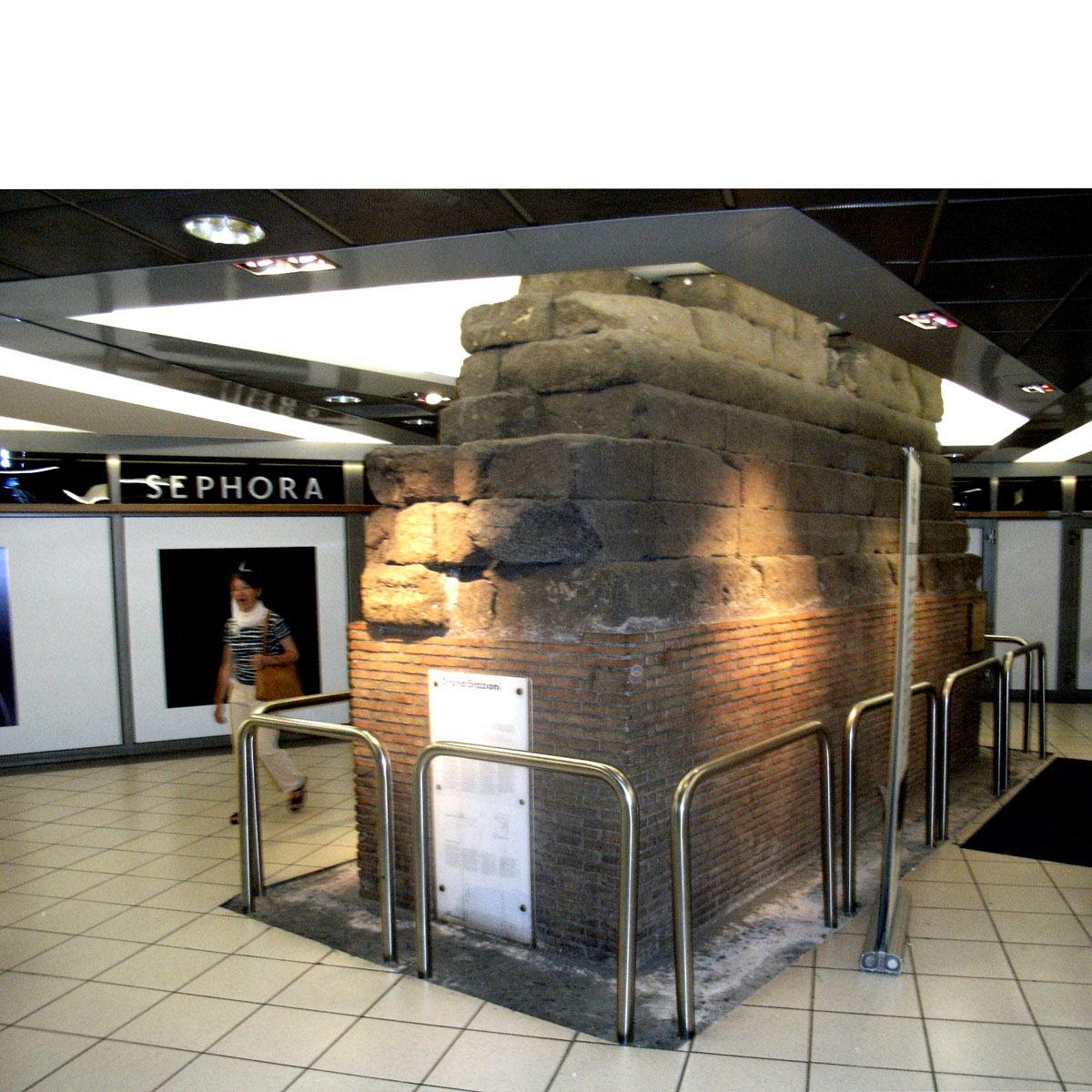
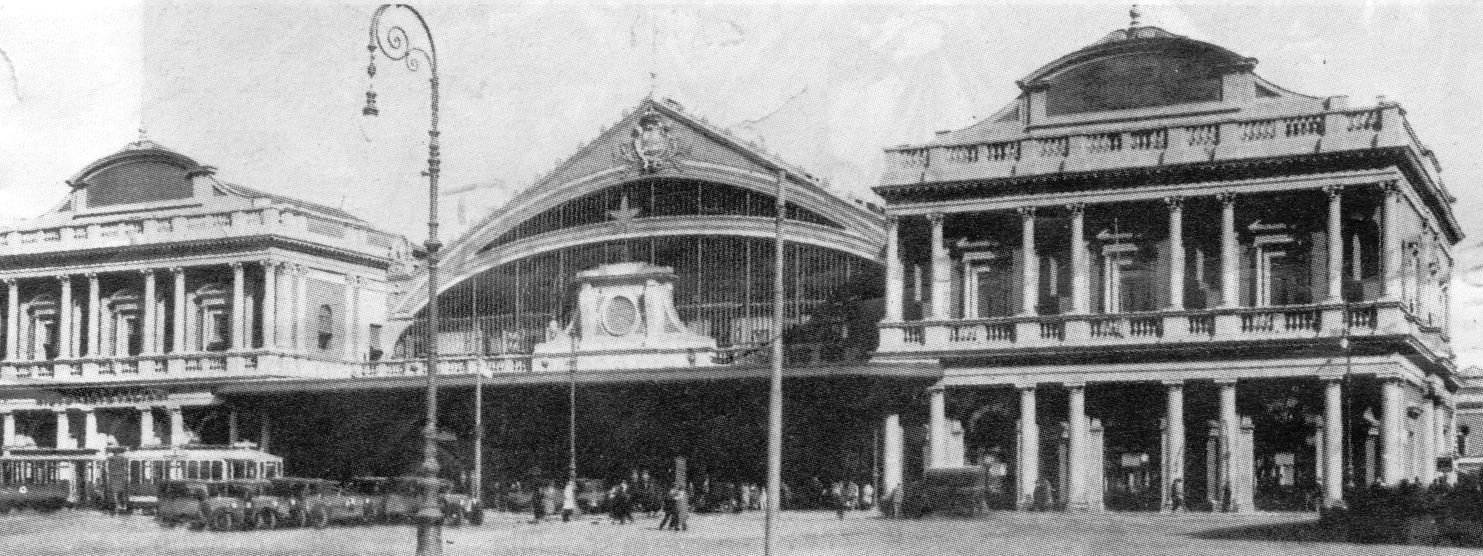
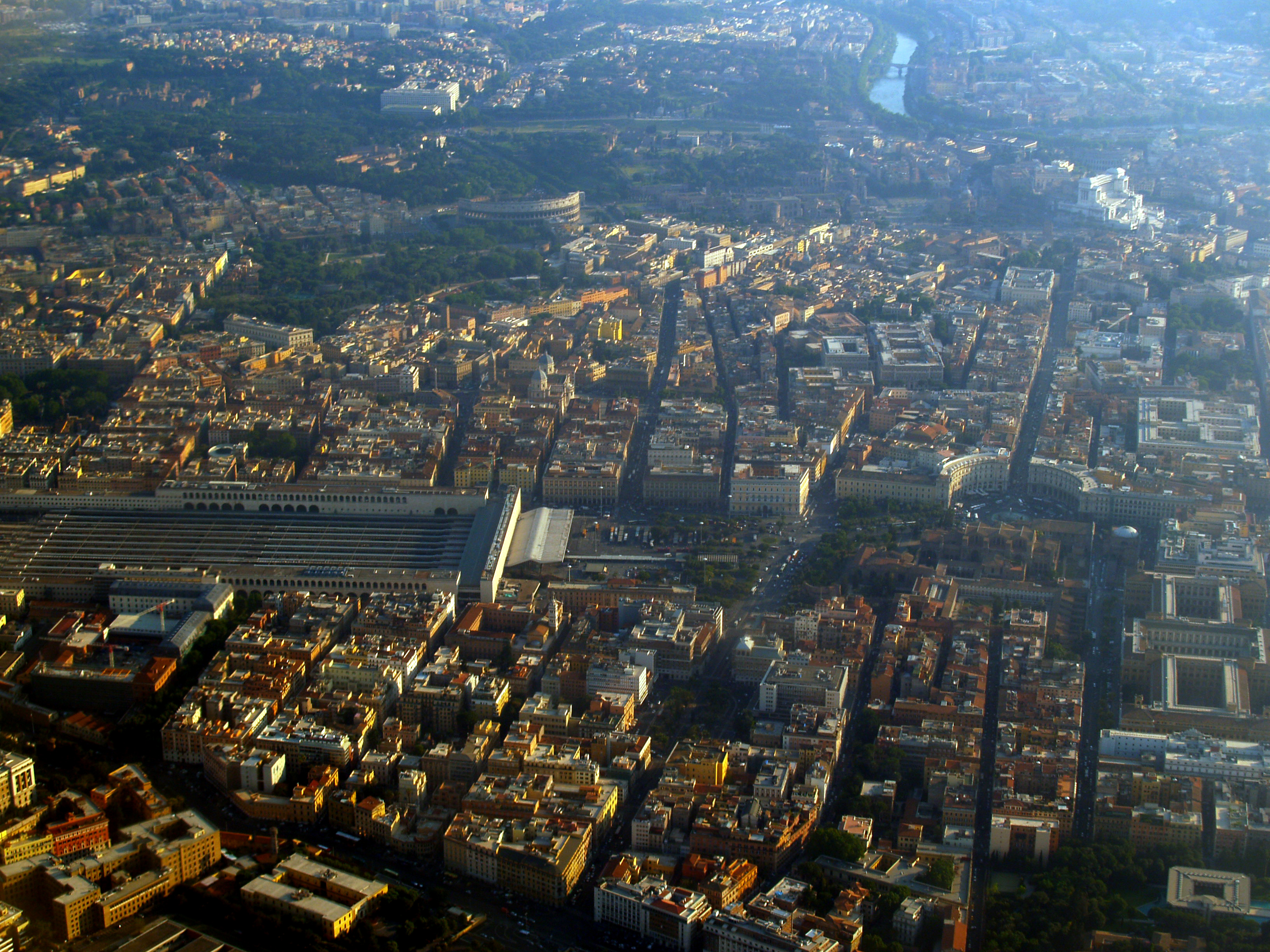
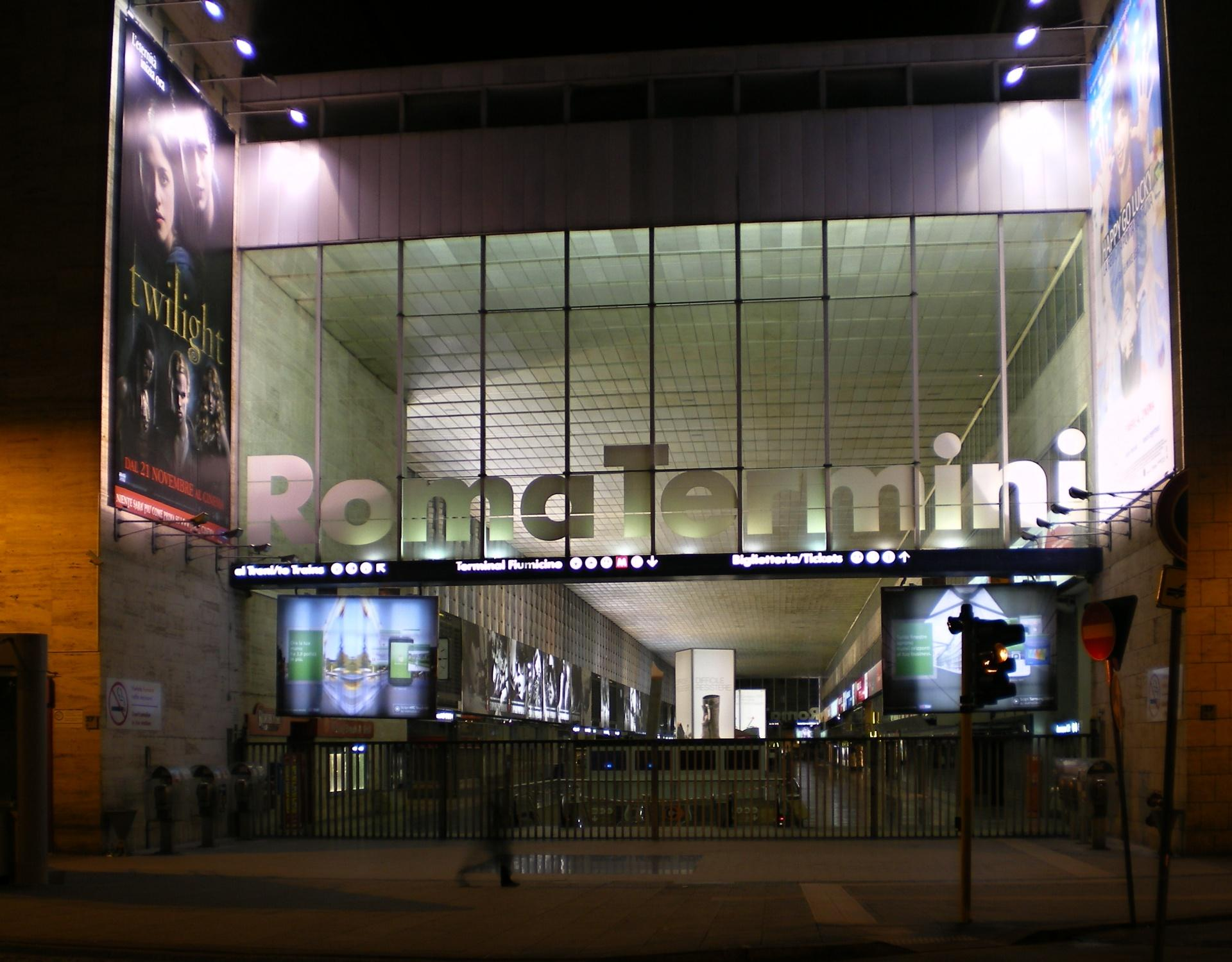
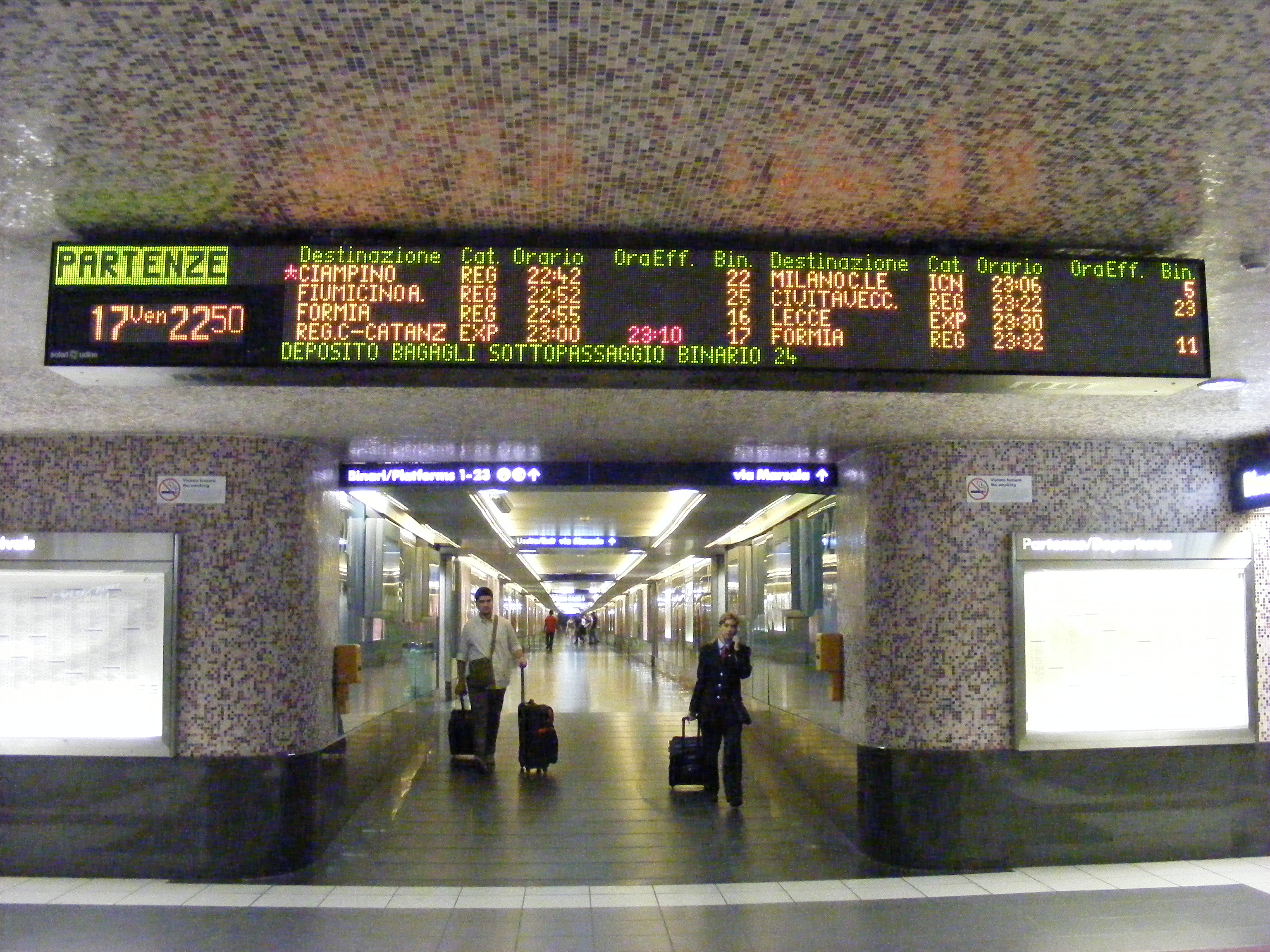
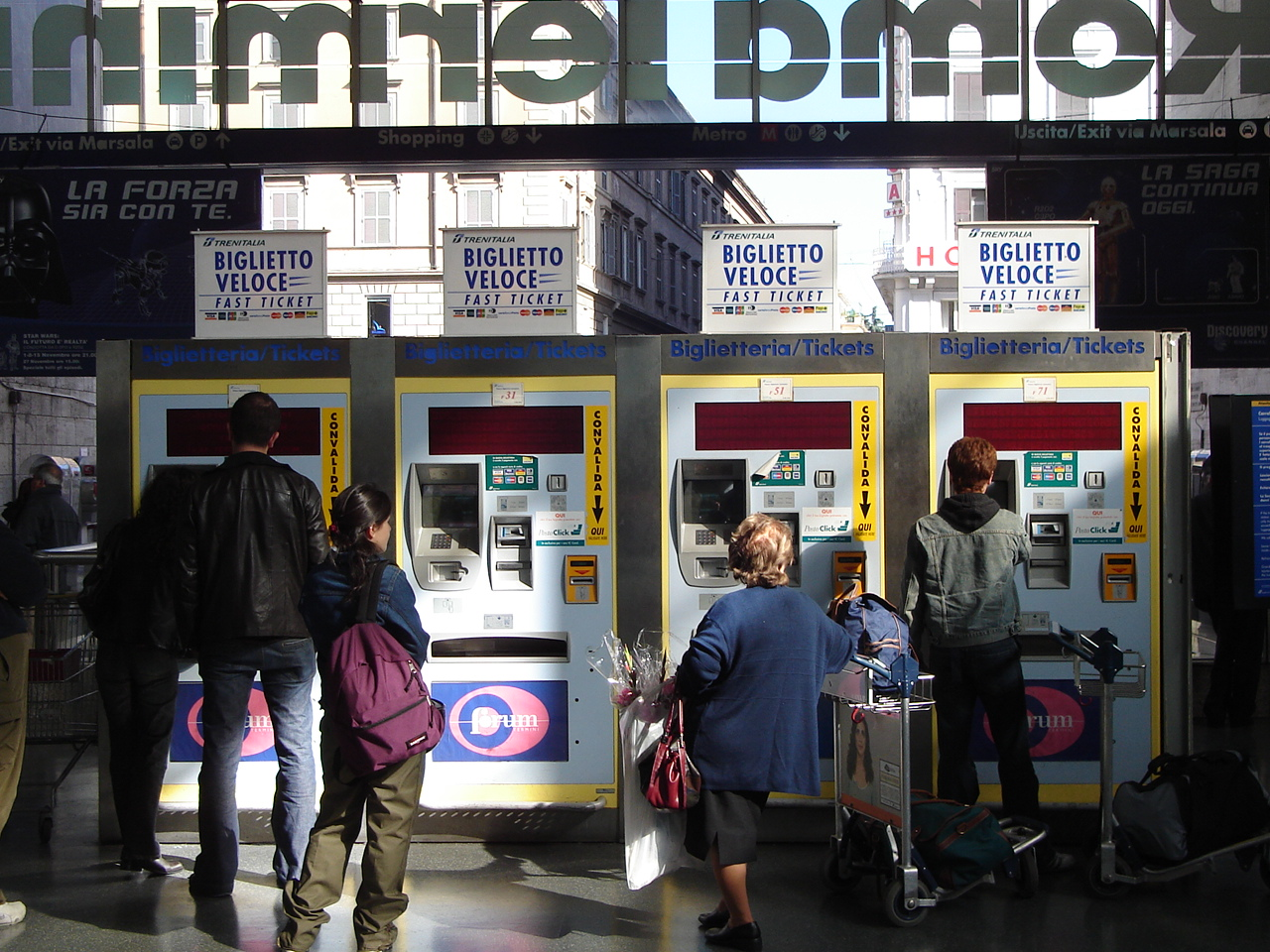
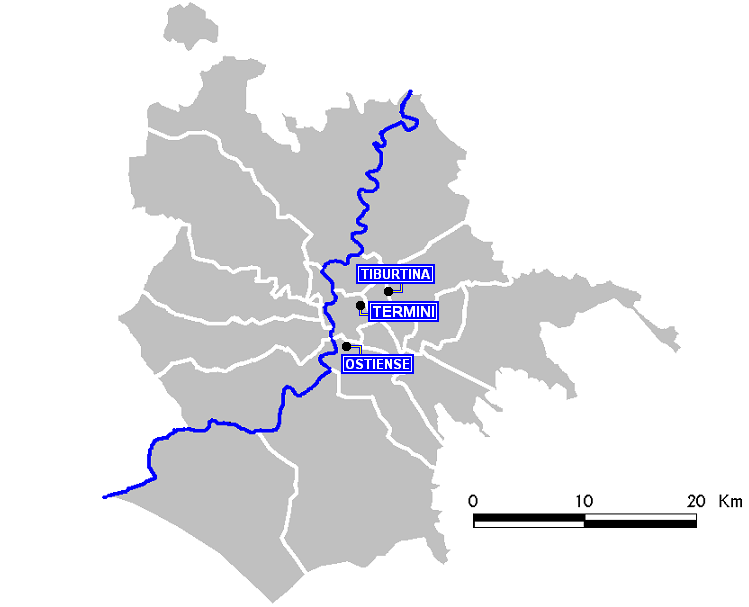

## Nazwa
Od 23 grudnia 2006 nosi imię Jana Pawła II. Propozycja nadania imienia papieża stacji Termini została zgłoszona zaledwie kilka dni po jego śmierci 2 kwietnia 2005 roku. Początkowo odrzucona przez niektórych przedstawicieli rady miejskiej, ostatecznie została przez wszystkich zaakceptowana.

## Dworzec w mediach
- Stazione Termini – film